# Matúš Begala
Matúš Begala (Stará Ľubovňa, 7 aprile 2001) è un calciatore slovacco, centrocampista del PAS Giannina.

## Caratteristiche tecniche
È un centrocampista offensivo.

## Carriera

### Club
Cresciuto nel settore giovanile dello Zemplín Michalovce, debutta in prima squadra il 9 dicembre 2017 in occasione dell'incontro di Superliga pareggiato 1-1 contro il Senica.

### Nazionale
Ha giocato nelle nazionali giovanili slovacche Under-15, Under-16, Under-17 ed Under-18.

## Statistiche
Statistiche aggiornate al 10 aprile 2021.

### Presenze e reti nei club
| Stagione        | Squadra            | Campionato      | Campionato | Campionato | Coppe nazionali | Coppe nazionali | Coppe nazionali | Coppe continentali | Coppe continentali | Coppe continentali | Altre coppe | Altre coppe | Altre coppe | Totale | Totale | Totale |
| Stagione        | Squadra            | Comp            | Pres       | Reti       | Comp            | Pres            | Reti            | Comp               | Pres               | Reti               | Comp        | Pres        | Reti        | Pres   | Reti   |        |
| --------------- | ------------------ | --------------- | ---------- | ---------- | --------------- | --------------- | --------------- | ------------------ | ------------------ | ------------------ | ----------- | ----------- | ----------- | ------ | ------ | ------ |
| 2017-2018       | Zemplín Michalovce | SL              | 2          | 0          | CS              | 0               | 0               |                    | -                  | -                  |             | -           | -           | 2      | 0      |        |
| 2018-2019       | Zemplín Michalovce | SL              | 1          | 0          | CS              | 2               | 0               |                    | -                  | -                  |             | -           | -           | 3      | 0      |        |
| 2019-2020       | Zemplín Michalovce | SL              | 5          | 0          | CS              | 0               | 0               |                    | -                  | -                  |             | -           | -           | 5      | 0      |        |
| 2020-2021       | Zemplín Michalovce | SL              | 17         | 1          | CS              | 1               | 0               |                    | -                  | -                  |             | -           | -           | 18     | 1      |        |
| Totale carriera | Totale carriera    | Totale carriera | 25         | 1          |                 | 3               | 0               |                    | -                  | -                  |             | -           | -           | 28     | 1      |        |